# 木下剛
木下 剛（きのした たけし、1967年 - ）は、日本の造園学者。千葉大学教授。専門は広域緑地計画論、エコデザイン論、緑地デザイン学。

## 略歴
- 1967年 - 静岡県静岡市出身。
- 千葉大学大学院修了。博士（学術）。
- 1996年 - 千葉大学園芸学部助手に就任。助教授、准教授を経て教授に就任。

## 著書

### 共著
- （田畑貞寿編著）『緑資産と環境デザイン論』（1999年、技報堂出版）
- （市民ランドスケープ研究会編）『市民ランドスケープの創造』（1996年、環境コミュニケーションズ）

### 論文
- 「イングリッシュ･ヘリテッジによる歴史的公園の登録とその基準」『ランドスケープ研究』（2007年）